# Imhoffhaus (Nürnberg)

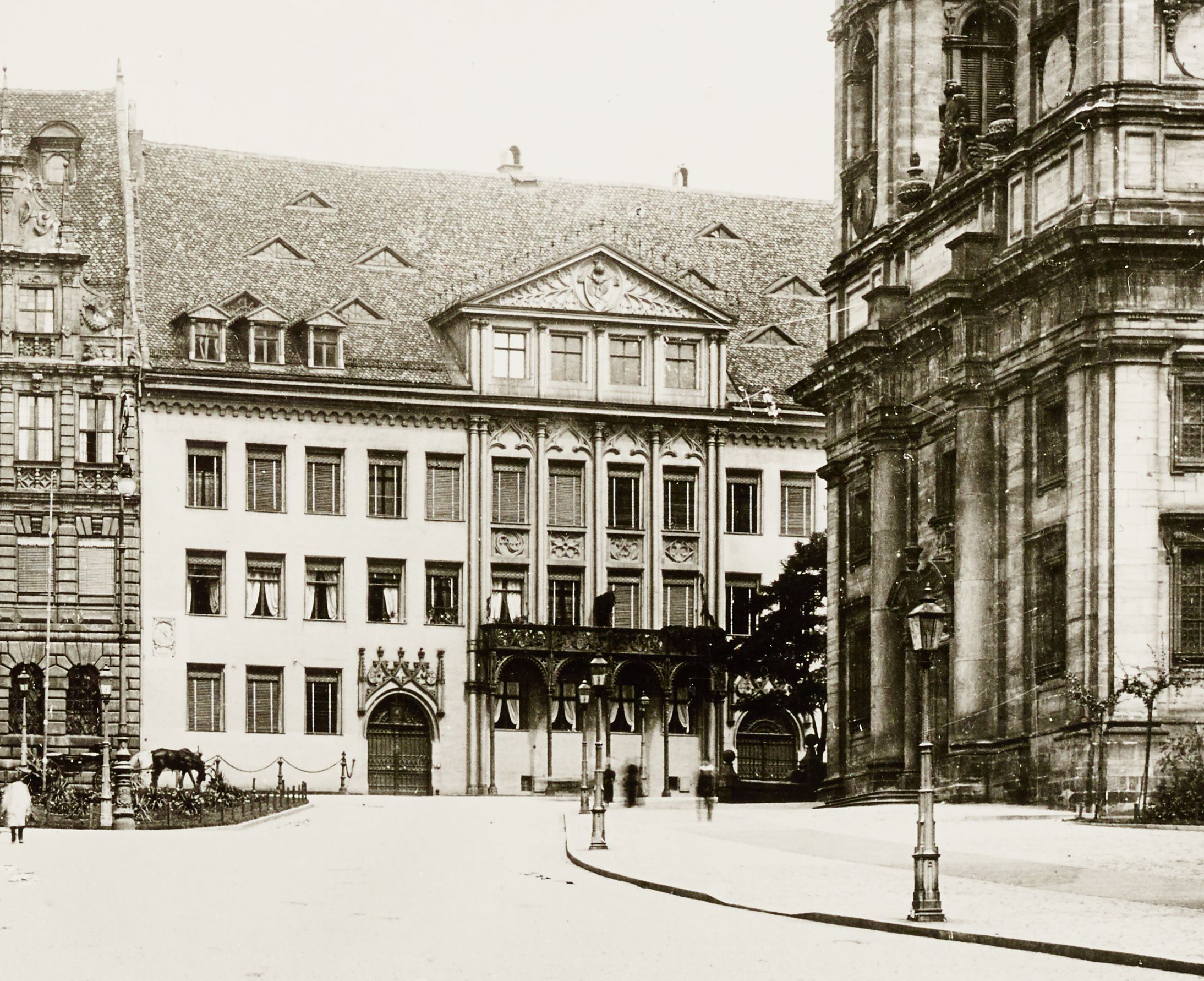
Imhoffhaus am Egidienplatz, 1897.

Der Name „Imhoffhaus“ oder auch „Imhoff'sches Haus“ beschreibt das Gebäude am oberen Ende des Egidienplatzes in Nürnberg. Es erfuhr in seiner Geschichte vier Fassadenumgestaltungen und wurde im Zweiten Weltkrieg zu großen Teilen zerstört. Die Neubebauung des Grundstücks erfolgte in den 1950er Jahren. Ein zweites Imhoff‘sches Haus beherbergte die berühmte Kunstsammlung des Willibald Imhoff und befand sich an der westlichen Seite des Egidienplatzes (Nr. 9–13).

## Lage
Das historische Imhoffhaus befand sich am nordöstlichen Ende des Egidienberges und umfasste zwei Parzellen (Nr. 25/27) mit zwei Innenhöfen und den dazugehörigen Hinterhäusern. Im Westen grenzte das Gebäude direkt an das Pellerhaus (Nr. 23), im Osten an die Wolfsgasse (heute Mummenhofstraße) und im Norden an das Haus Wolfsgasse 3 und den Garten des Hauses Paniersplatz 24 (sog. Stromer-Stadel, heute durch das Scharrer-Gymnasium überbaut).

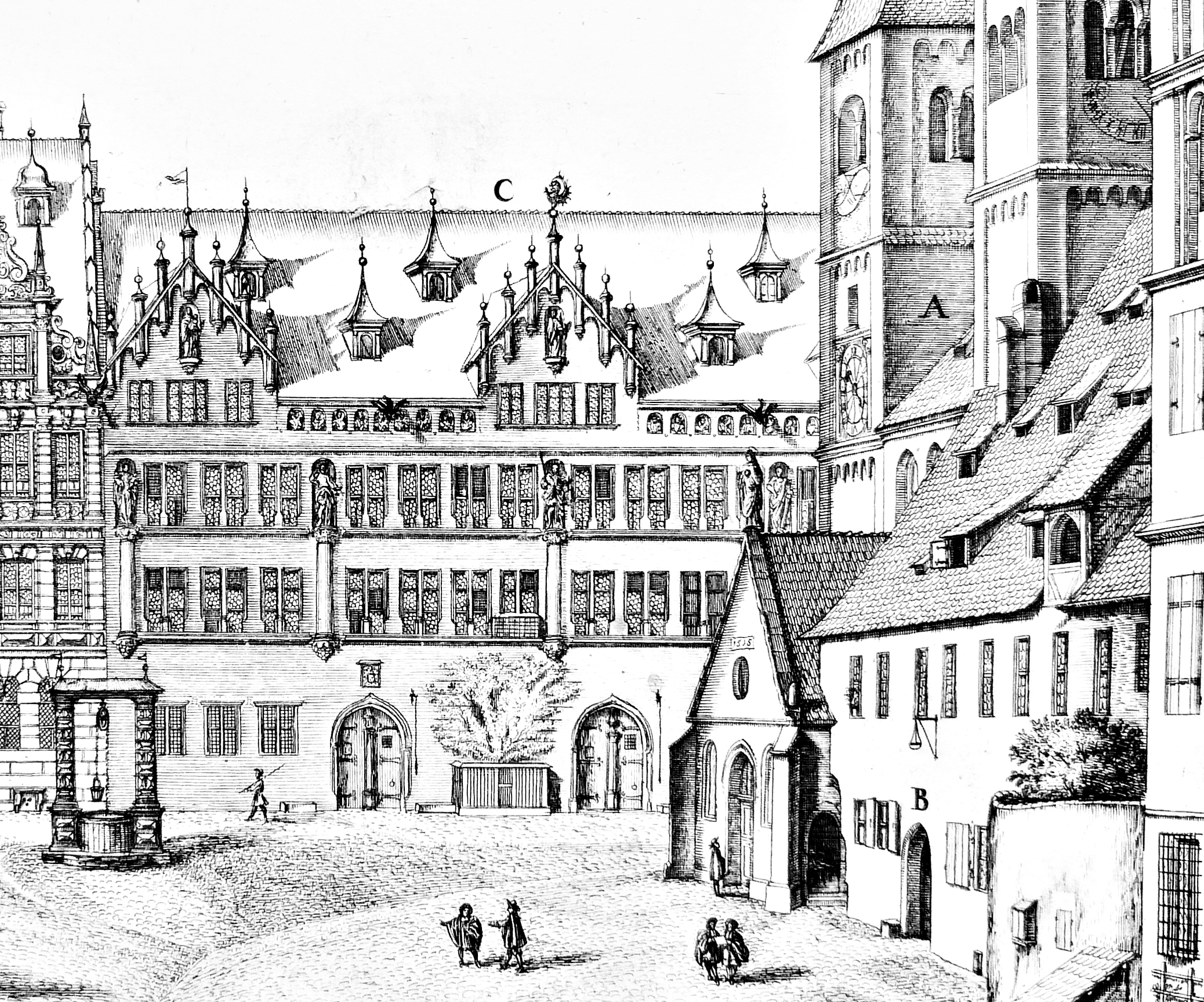
Egidienplatz mit Imhoffhaus, 1682

## Baugeschichte

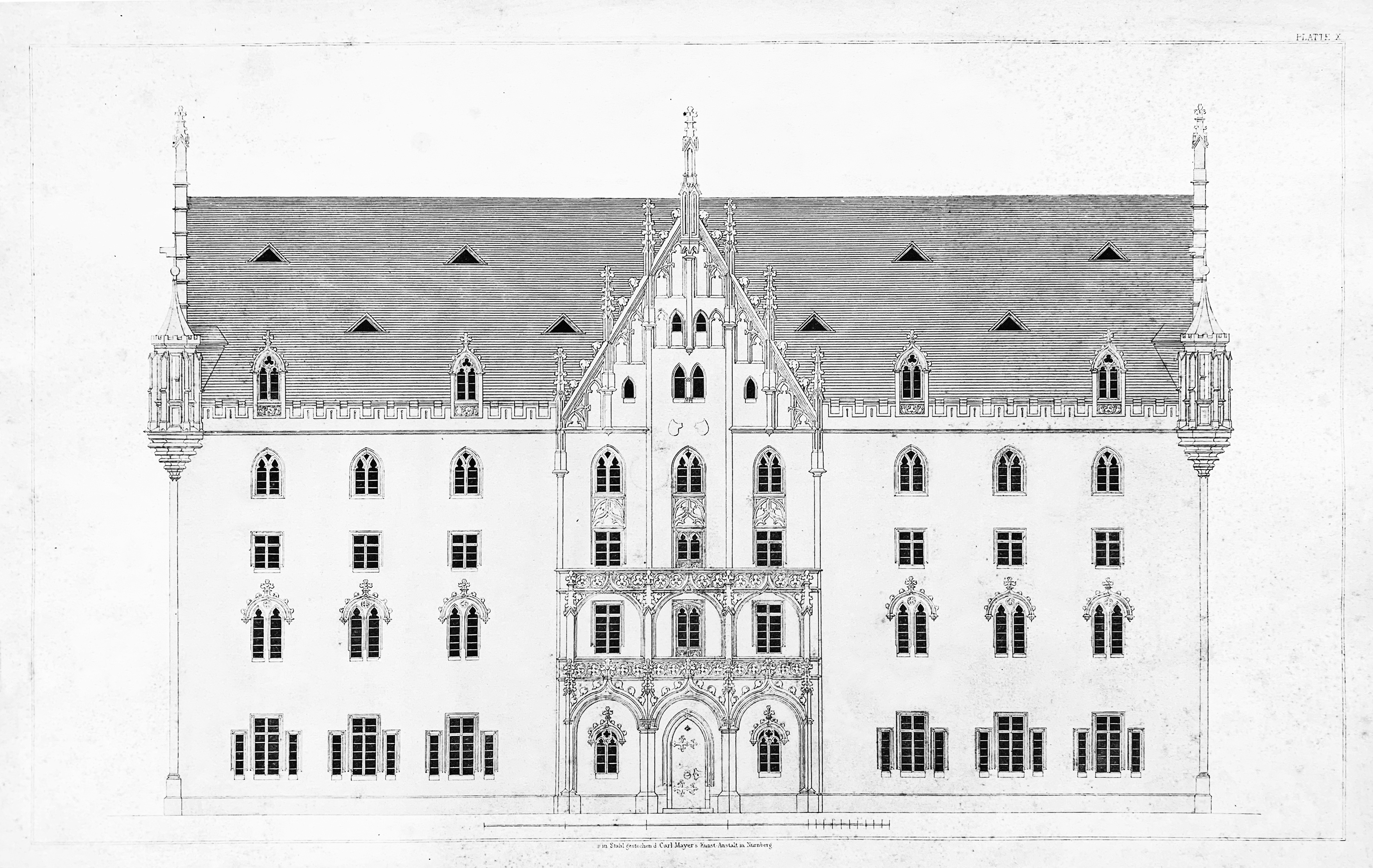
Entwurf von Heideloff für den Umbau des Imhoffhauses, um 1827.

### Spätgotik und Renaissance
Der Gebäudekomplex bestand ursprünglich aus zwei Häusern, von denen das östliche im Jahr 1451 einstürzte. 1465 wurde es für Sebald Groland (ca. 1419–1477) mit einer nun einheitlichen spätgotischen Fassade neu errichtet. Die älteste Darstellung des Hauses findet sich im auf dem Epitaph des Hans Mayer in St. Lorenz, entstanden um 1473. Die detaillierteste Ansicht der spätgotischen Fassade dokumentierte Johann Andreas Graff auf einem Kupferstich: Er zeigt einen dreigeschossigen Sandsteinquaderbau mit vierzehn Fensterachsen in den oberen beiden Stockwerken. Diese waren von fünf Halbsäulen mit Statuen horizontal unterteilt. Die Dachzone wurde von drei mit Fialen besetzten Zwerchhäusern rhythmisiert. Deren Giebel schmückten abermals in Nischen gestellte Statuen. Eine Attika mit Rundbögen und Porträtbildern verband die Dachaufbauten. Nach mehreren Besitzerwechseln wurde das Anwesen unter Andreas II Imhoff (1529–1597) zum neuen Wohn- und Handelszentrum der Familie.

### Klassizismus und Neugotik
Die Familie Imhoff veräußerte das Anwesen am Egidienberg im Jahr 1791. Im Anschluss wurde die Fassade klassizistisch umgestaltet: Dabei entfernte man die Halbsäulen und Gesimse der Fassade und ersetzte die drei spätgotischen Zwerchgiebel durch ein einzelnes Zwerchhaus mit Dreiecksgiebel. 1827 erwarb Georg Zacharias Platner die Hausanlage und beauftragte Carl Alexander Heideloff mit einer Umgestaltung im Stil der Neugotik. Heideloff plante zunächst eine sehr tiefgreifende Umgestaltung der Fassade: Dazu wollte er Form und Anzahl der Fenster stark verändern und die Fassade mit einem zweistöckigen Balkon versehen. Im Dachbereich sah er die Errichtung eines großen Zwerchhauses und zwei seitlicher Eckerker vor. Letztlich musste er sich jedoch den Vorgaben seines Auftraggebers fügen und so wurde eine deutlich reduziertere Umgestaltung umgesetzt: Die Fassade erhielt einen mit Lisenen angedeuteten Mittelrisalit, der das klassizistische Zwerchhaus integrierte und mit neugotischen Lisenen und Fischblasenornamenten verzierte. Im Erdgeschoss schuf Heideloff einen eisernen einstöckigen Balkonvorbau. Der Heideloffsche Umbau blieb knapp über 100 Jahre bestehen.

### NS-Zeit
Ab 1936 wurde die Fassade unter der Leitung des Heimatschutz- und Denkmalpflegeamtes purifiziert und umgestaltet. Dabei entfernte man alle neugotischen Elemente und ersetzte den klassizistischen Giebel durch drei hölzerne Erker. 1939 waren die Umbauarbeiten an der Fassade abgeschlossen.

### Veränderungen der Fassade durch die Jahrhunderte

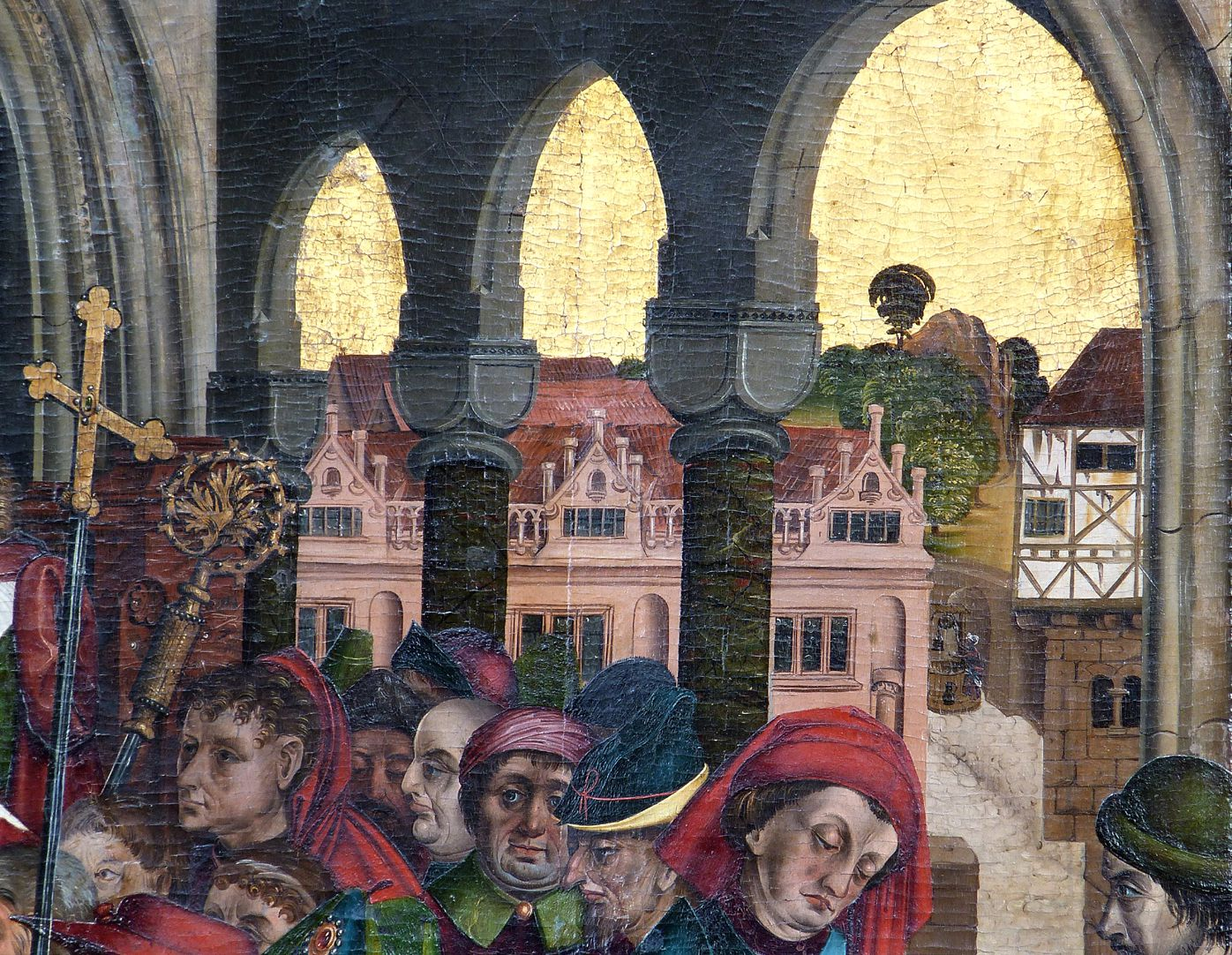
Imhoffhaus, um 1473
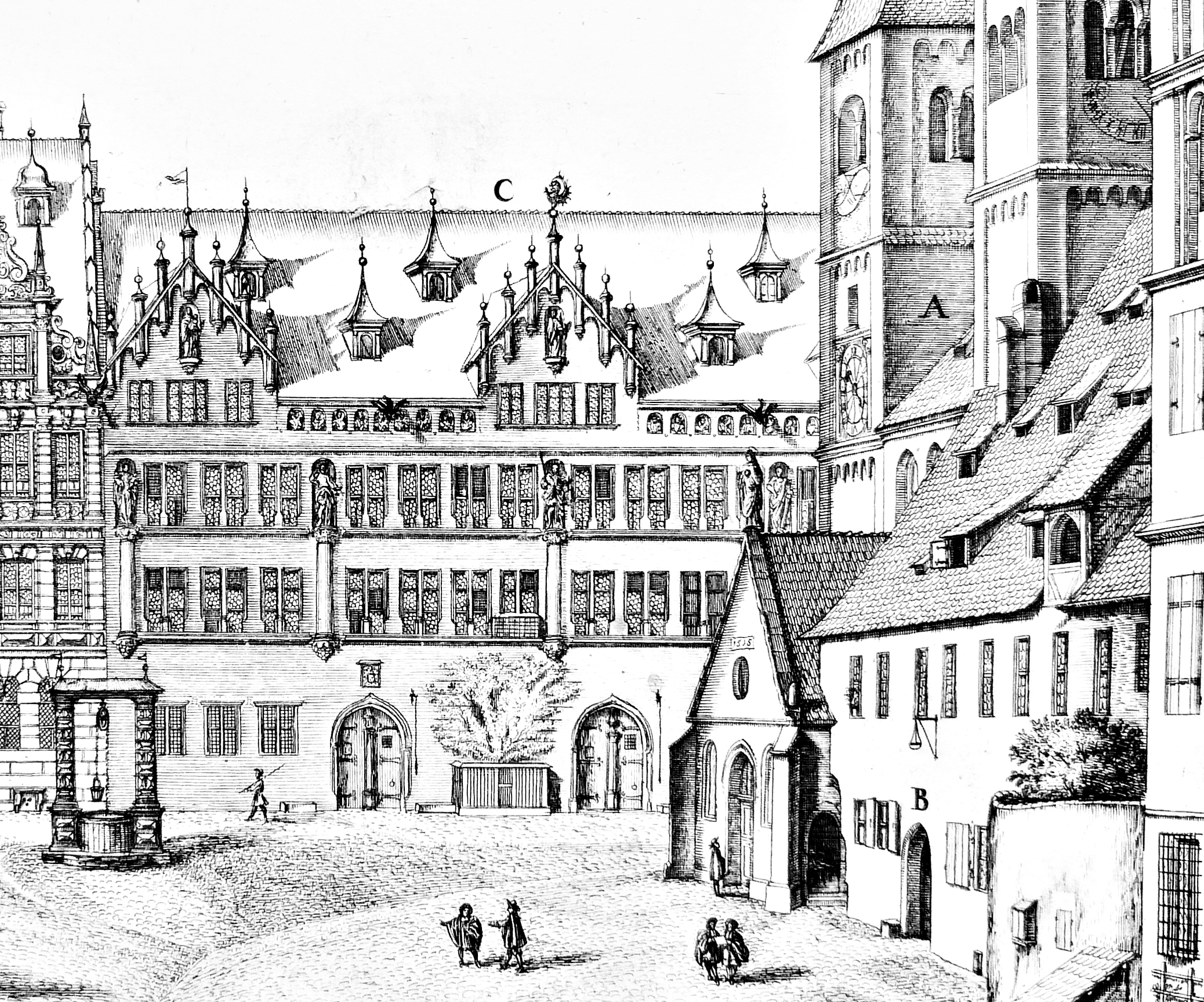
Imhoffhaus, 1682
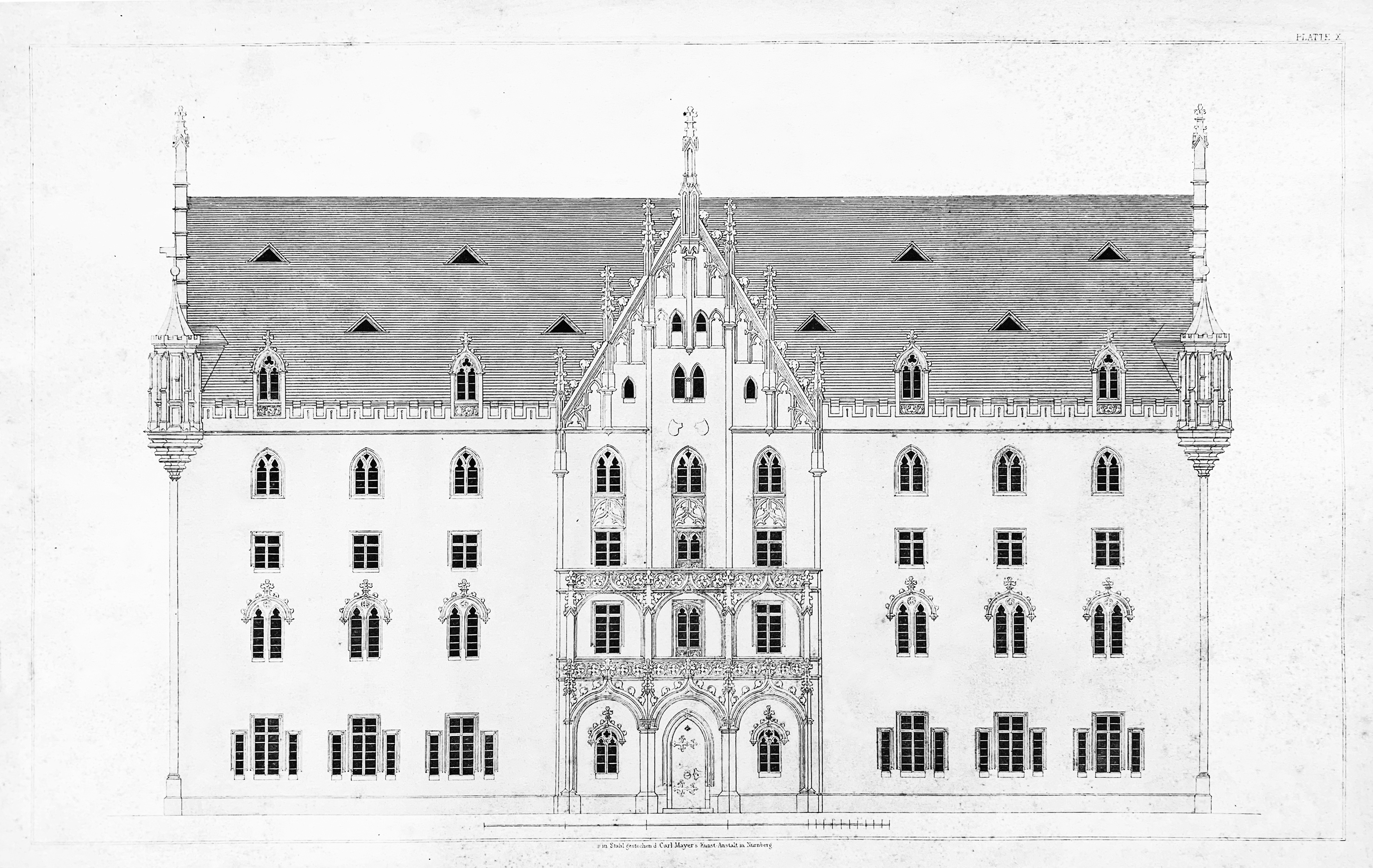
Entwurf für den Umbau des Imhoffhauses, um 1827
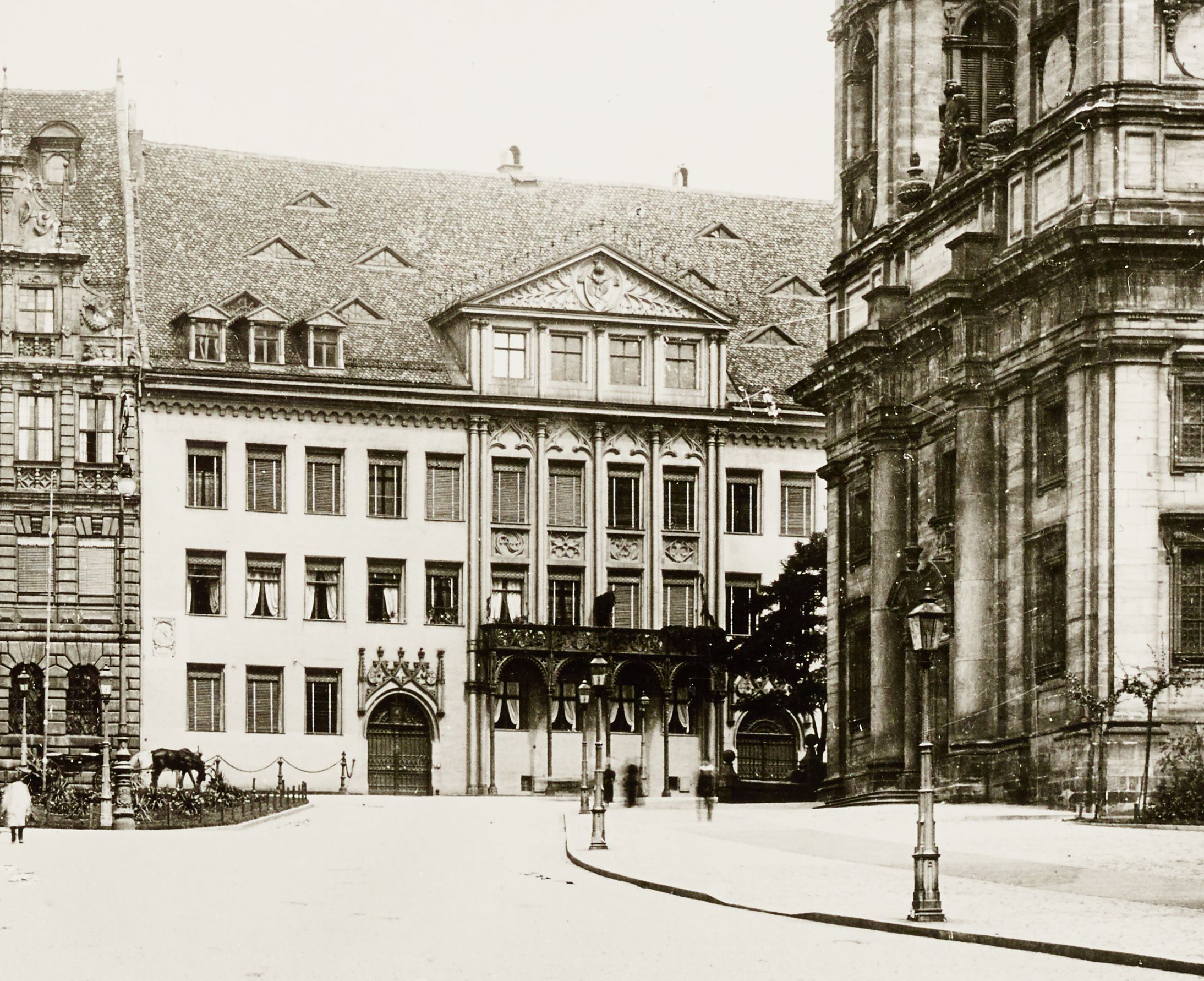
Imhoffhaus nach dem Umbau durch Heideloff, 1897
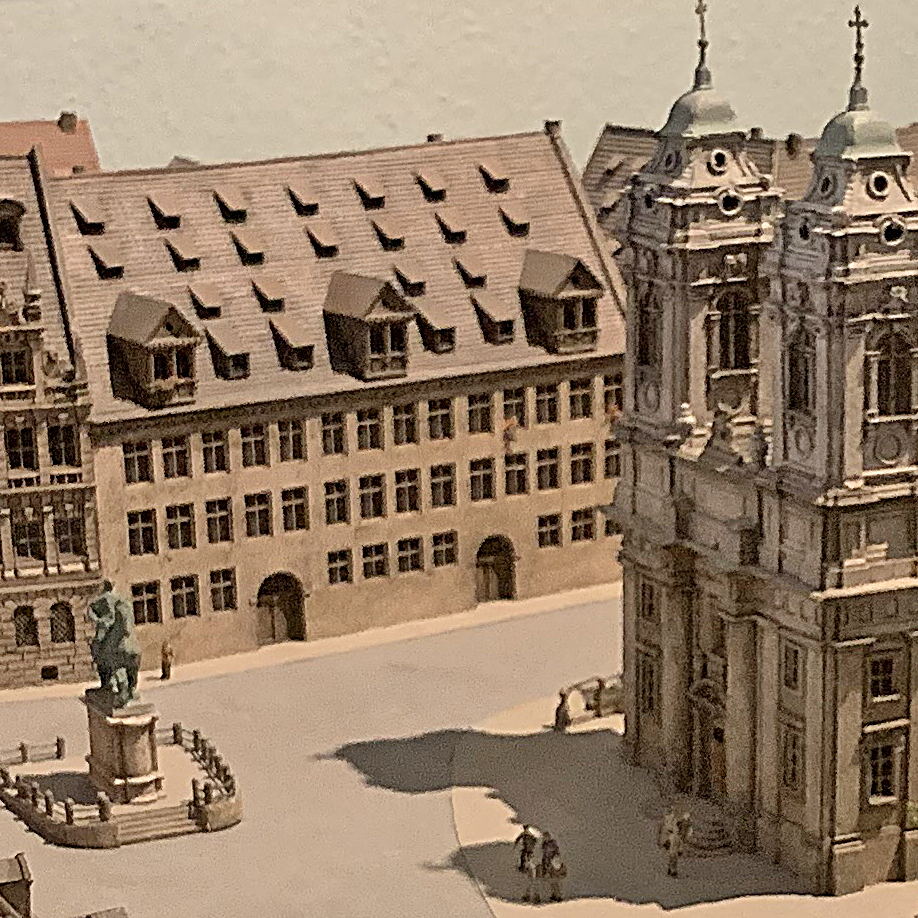
Imhoffhaus nach 1939

## Zerstörung und Wiederaufbau als Stadtarchiv und Stadtbibliothek
Im Zweiten Weltkrieg wurde das Haus zu großen Teilen zerstört. Von der Hauptfassade und den Seitenflügeln standen noch Teile des Erdgeschosses. Beim Wiederaufbau wurde das Grundstück vollständig enttrümmert und zusammen mit dem Nachbargrundstück nach Plänen von Walter und Fritz Mayer neu bebaut. Dabei wurde der Gebäudeteil zum Egidienplatz in seiner Tiefe gegenüber dem Vorkriegszustand deutlich reduziert und erhielt einen Innenhof (sog. Schmuckhof). Um diesen gruppierte man Lesesaal, Treppenhaus und weitere Büroräume von Archiv und Bibliothek. Der Zugang in den Gebäudekomplex des Mayerschen Pellerhauses erfolgt über die historische Eingangshalle. Der gesamte Gebäudekomplex Pellerhaus steht seit 1998 unter Denkmalschutz. Teile der historischen Hintergebäude (Paniersplatz 24 und Wolfsgasse 3) wurden mit der abknickenden Mummenhofstraße und dem Scharrer-Gymnasium überbaut.

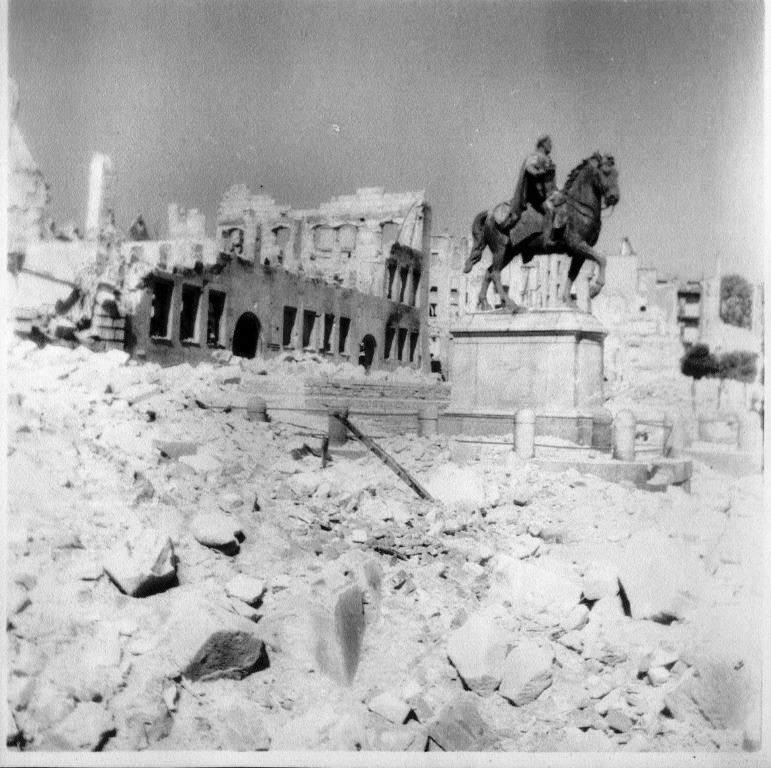
Ruine des Imhoffhauses und Kaiser-Wilhelm-Denkmal, 1945
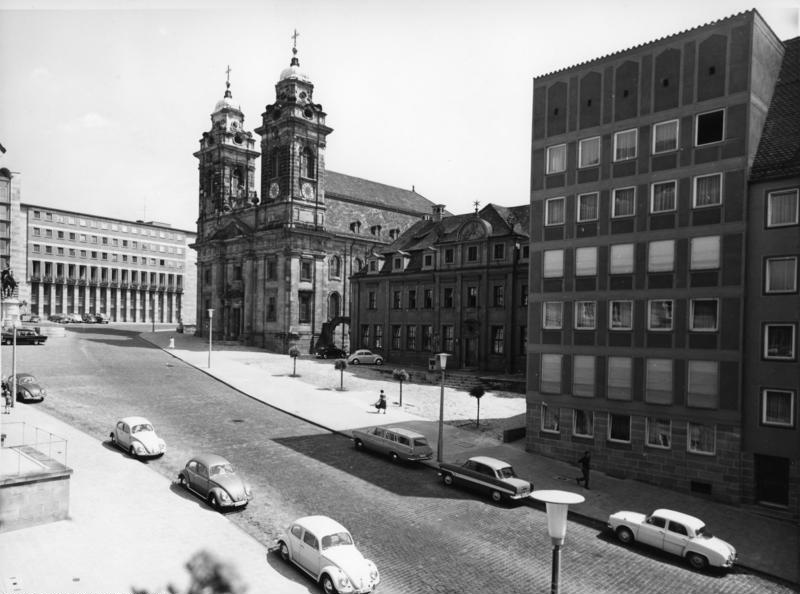
Egidienplatz
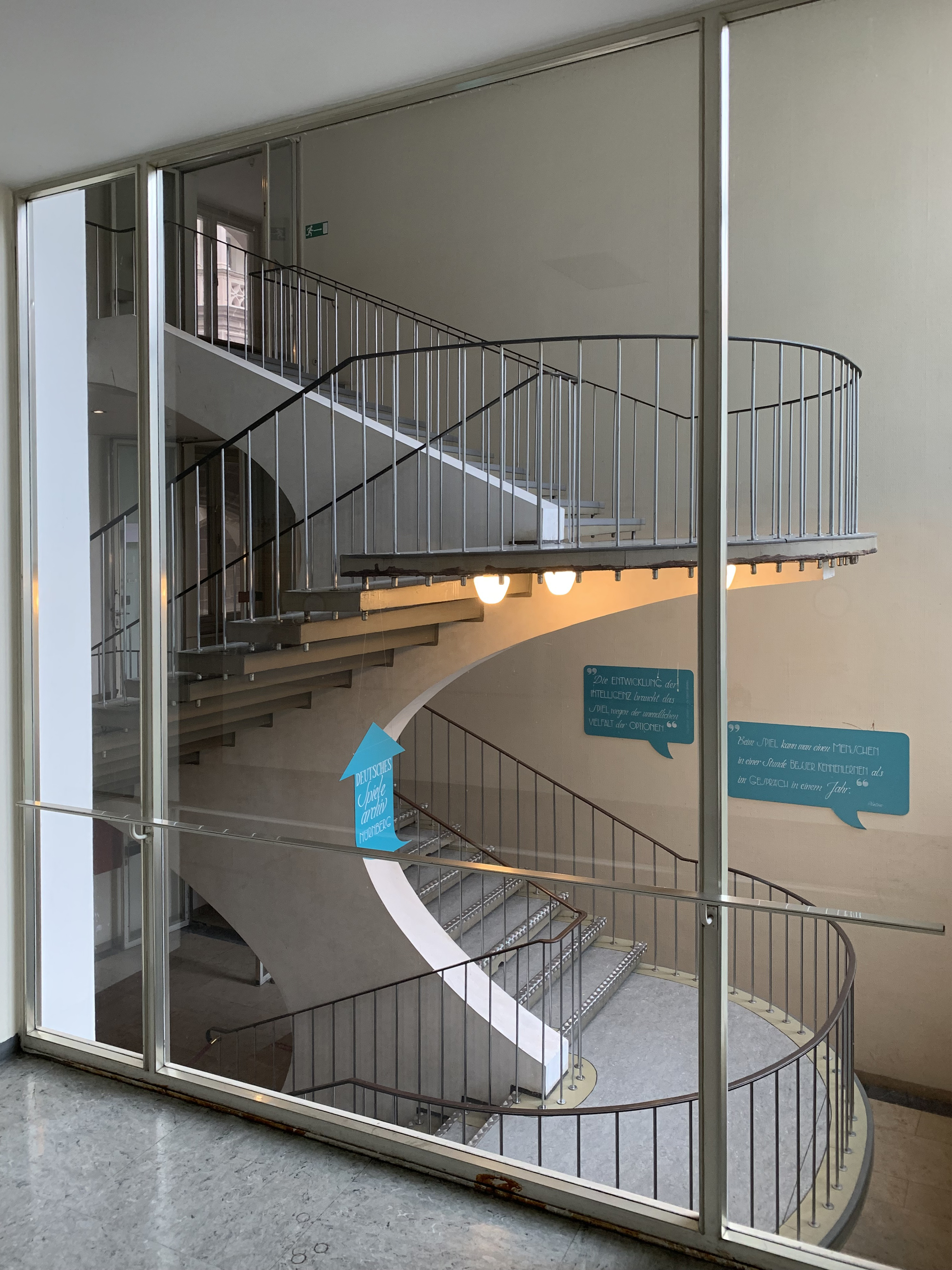
Treppenhaus
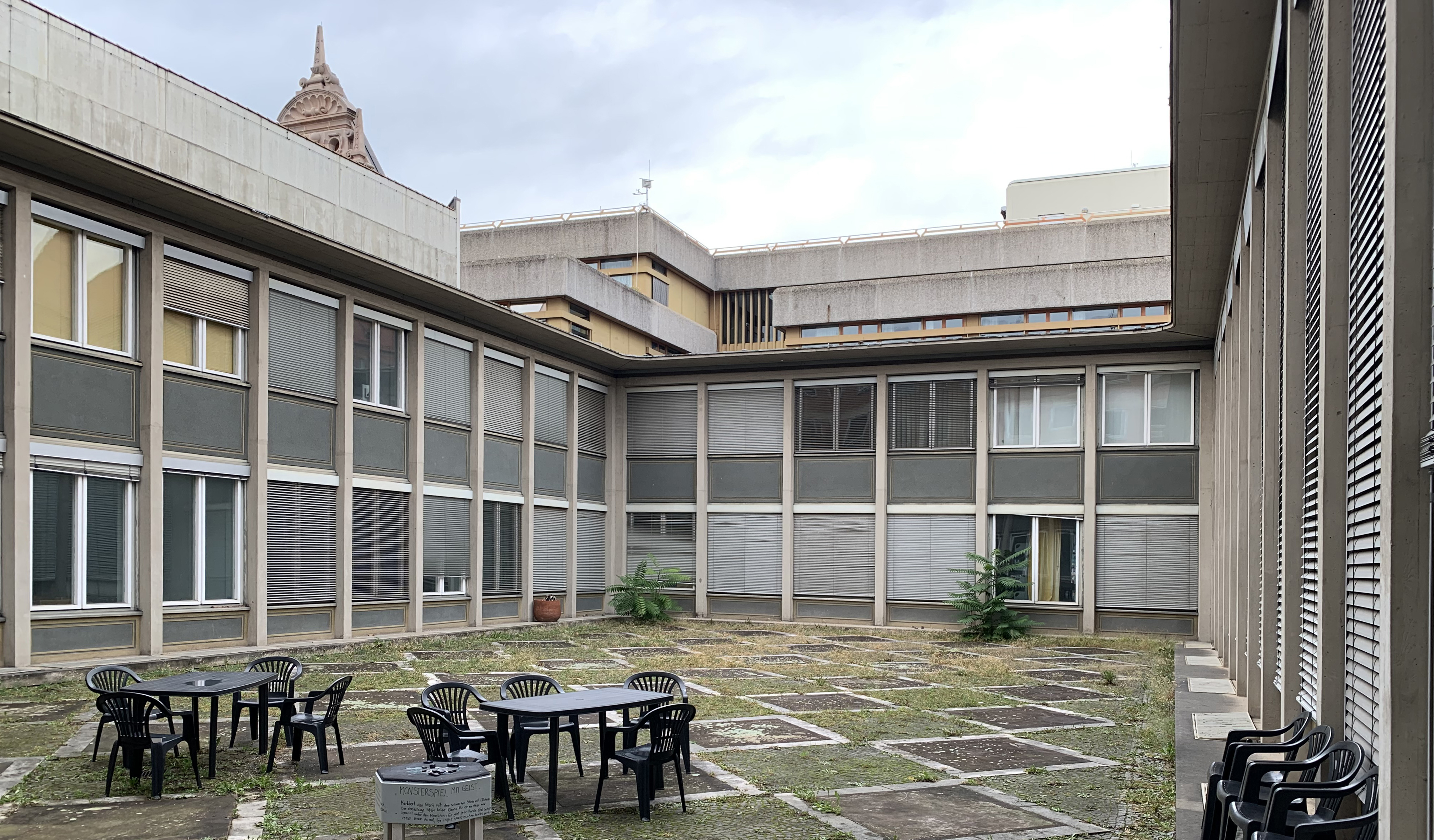
Schmuckhof
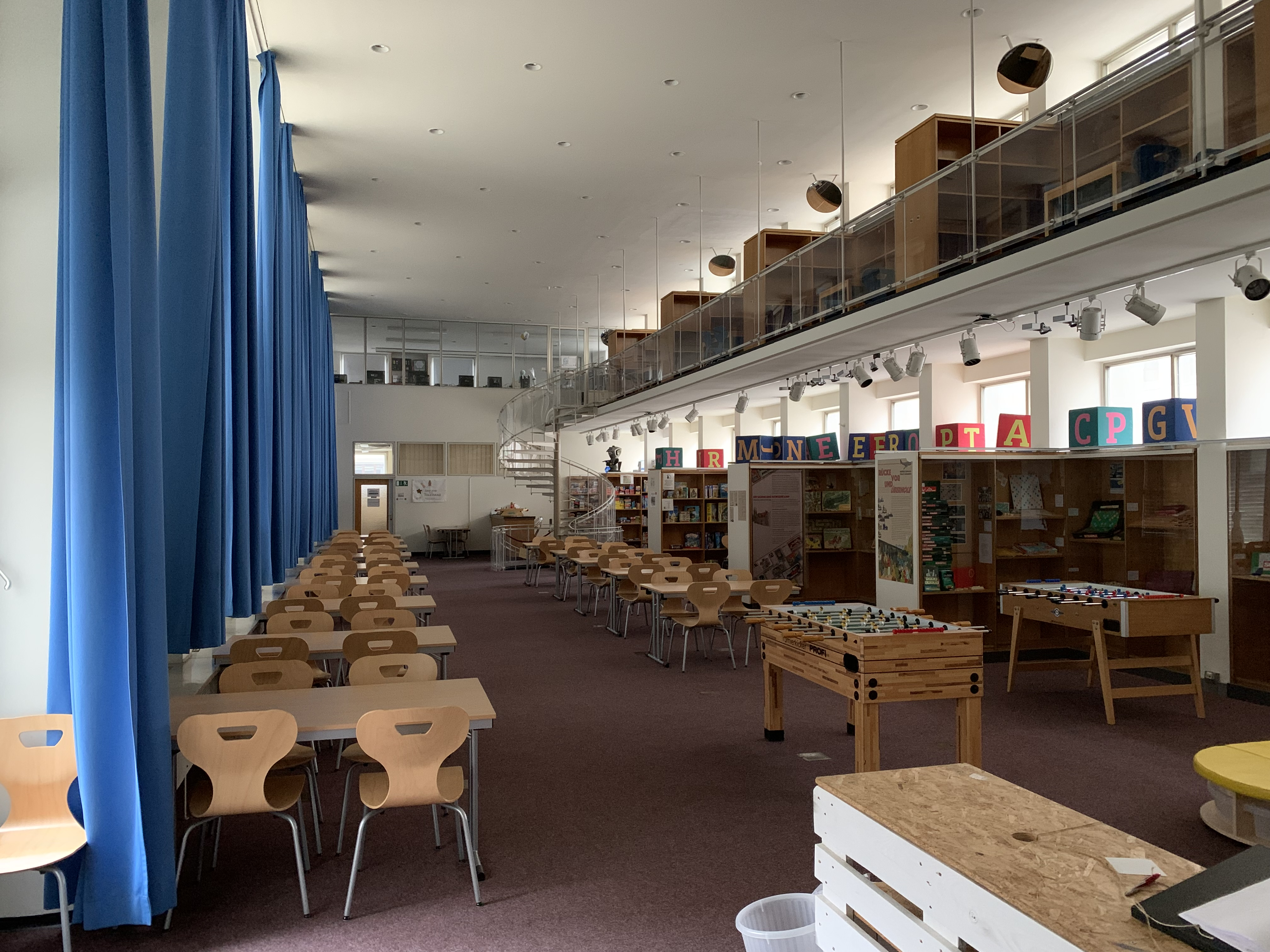
Lesesaal der ehemaligen Stadtbibliothek

## Das Imhoffhaus als Fürstenherberge
Besuch König Matthias von Böhmen (später Kaiser Matthias HRR), 1612

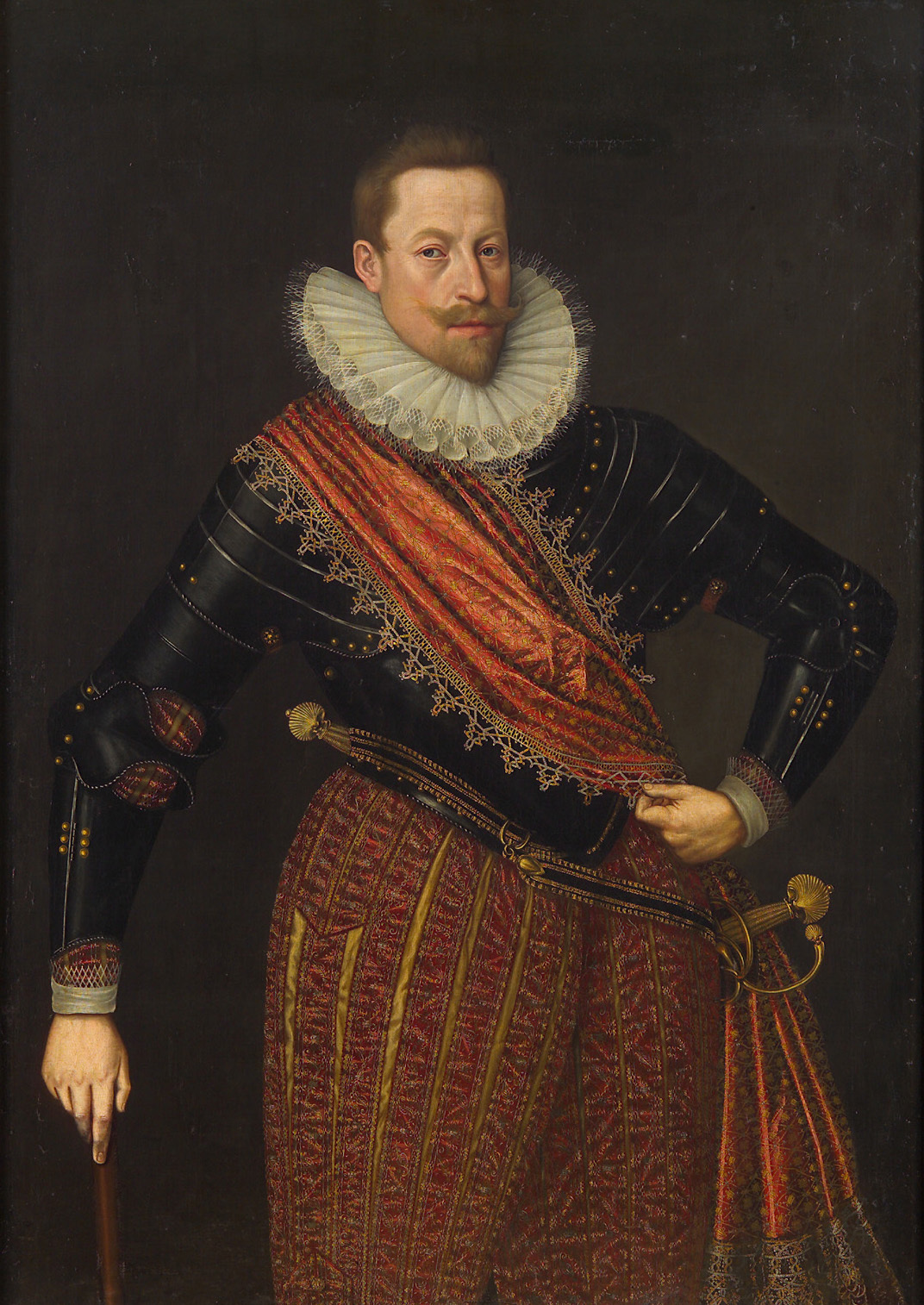
Matthias König von Böhmen

Am 5. Mai 1612 erreichte Matthias König von Böhmen, samt seiner Gemahlin Anna die Stadt Nürnberg. Sie trafen gegen vier Uhr Nachmittags am Egidienberg ein, wo sie von Georg Volckamer und Endres Imhoff empfangen wurden. Dort überreichte man ihnen eine Reihe von Geschenken in Naturalien und dazu auch zwei Pokale im Wert von insgesamt 794 Gulden.
Den folgenden Tag verbrachten König und Königin zur Erholung im Haus.  Für die Einladung zu den Hochzeitsfeierlichkeiten des Sebastian Scheurl mit Susanna Welser ließen sie sich vertreten, nahmen jedoch nicht persönlich daran teil. Auf Wunsch der Königin führte man nach der Trauung in St. Sebald den Hochzeitszug über den Egidienberg, sodass die ferngebliebenen Gäste den Feierlichkeiten durch das Fenster beiwohnen konnten. Am Abend empfing Anna zudem zwei der Tischjungfrauen der Hochzeit im Imhoffhaus, um deren Festgewänder in Augenschein zu nehmen und sogleich eine Zeichnung derselben anfertigen zu lassen. Außerdem brachten am selben Abend Vertreter des Stadtrates auf Wunsch Matthias‘ die Reichskleinodien in das Haus am Egidienberg. Am 07. Mai reisten Matthias und Anna aus Nürnberg ab.

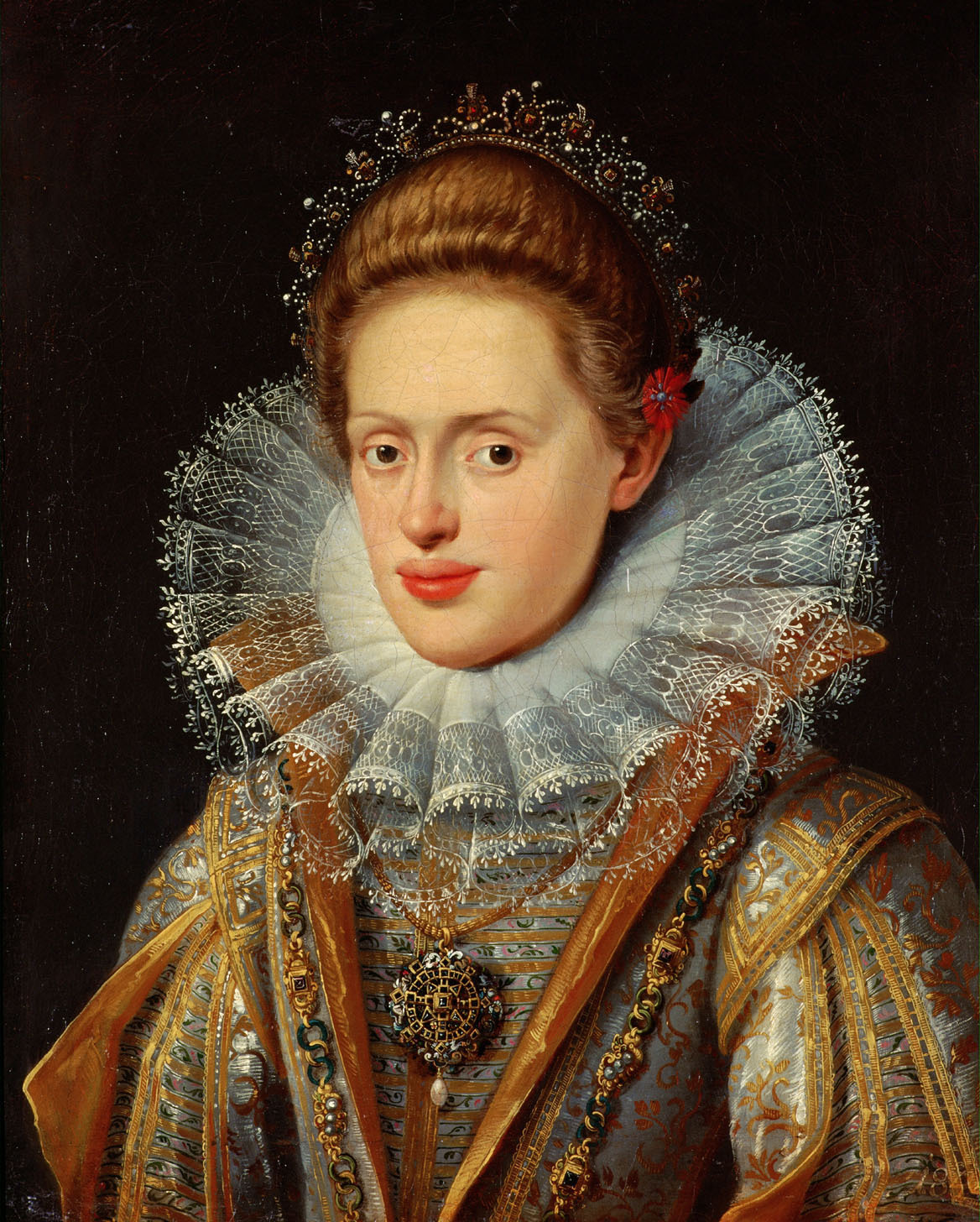
Erzherzogin Anna von Österreich-Tirol, 1603

Besuch Gustav II Adolfs, 1632

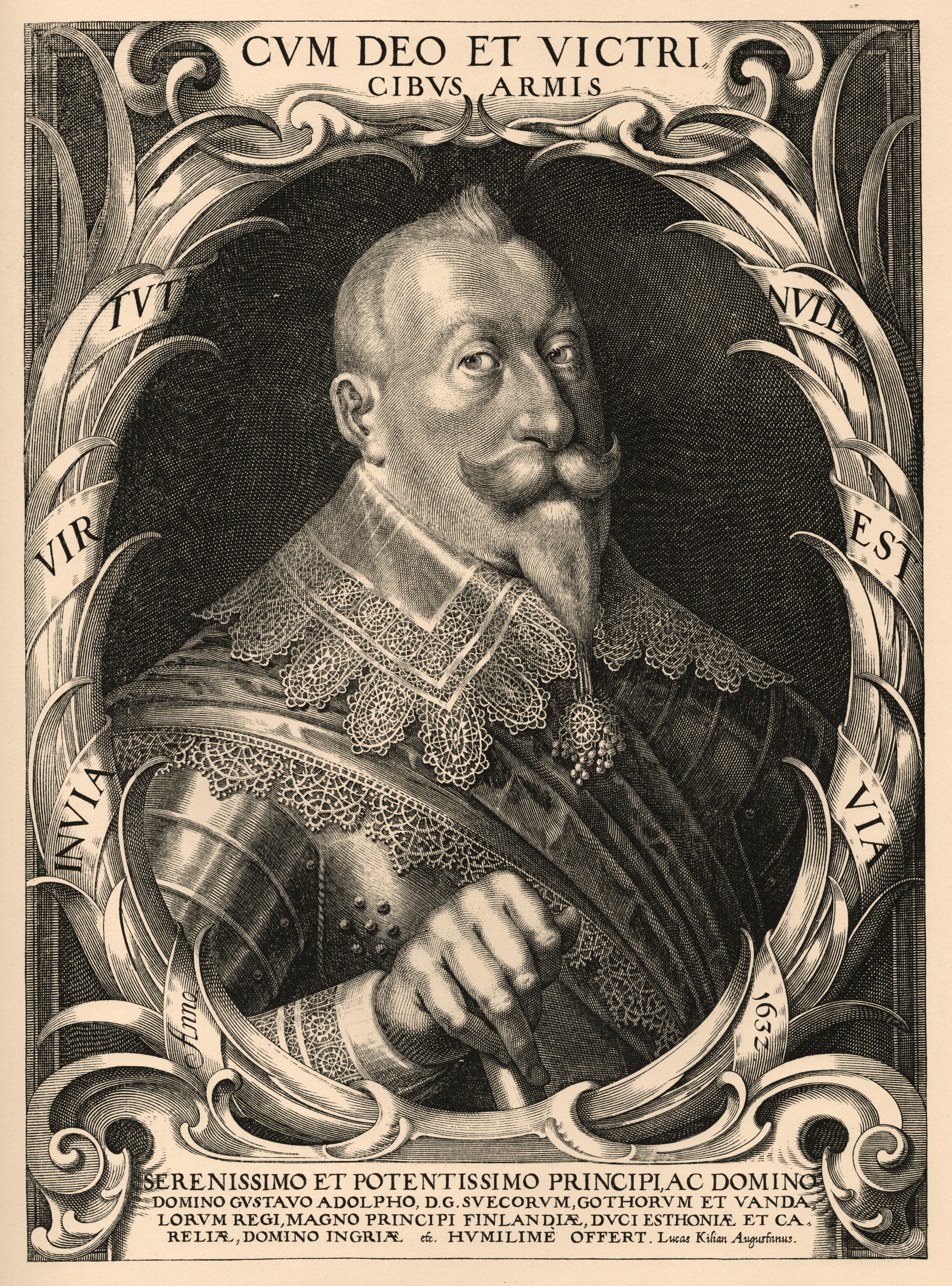
Gustav II Adolf von Schweden, 1632

Der Nürnberger Rat ersuchte am 17./27. März Endres Imhoff wie auch die Erben von Wilhelm und Hans Imhoff und die Witwe Martin Pellers ihre Häuser für den Besuch Gustav II Adolf und eine mögliche Unterbringung instand zu setzen. Der Schwedenkönig traf am 21./31. März in Nürnberg ein und logierte im Imhoffhaus. Dort wurde er von Christoph Fürer und Georg Christoph Volckamer als Vertreter des Nürnberger Rates empfangen. Sie überreichten ihm als Geschenke neben einer Reihe von Naturalien auch zwei silberne Pokale.[19] Die Pokale sind Arbeiten von Christoph Jamnitzer und Jeremias Ritter und befinden sich heute in den Königlichen Sammlungen Stockholm (Inventarnummern: HGKSS 11 und HGKSS 10). Noch am selben Tag verließ der König die Stadt in Richtung Schwabach, nachdem er vorher die Nürnberger Befestigungsanlagen in Augenschein genommen hatte.
Bei seinem zweiten Besuch in Nürnberg am 09./19. Juni wünschte Gustav II Adolf zunächst eine Unterbringung in der Kaiserburg, um dort ein Mittagsmahl einzunehmen und die Reichskleinodien zu begutachten. Kurz vor seiner Ankunft in Nürnberg äußerte er den Wunsch im ihm schon bekannten Quartier des Imhoff‘schen Hauses untergebracht zu werden, sodass der Rat die Reichskleinodien samt der einbestellten Musikanten an den Egidienberg schaffen ließ. Am 11./21. Juni verließ der König die Stadt wieder in Richtung Oberpfalz.
Als Erinnerung an den Besuch des Schwedenkönigs wurde Ende November 1896 eine Erinnerungstafel an die Fassade des Imhoffhauses angebracht. Die Tafel geht auf den Entwurf Paul Ritters zurück und wurde von dem Nürnberger Bildhauer Georg Leistner umgesetzt. Das Material ist grünlicher Sandstein aus Schwäbisch Hall. Heute (Stand: 2024) befindet sich die Tafel in der historischen Eingangshalle des Pellerhauses.

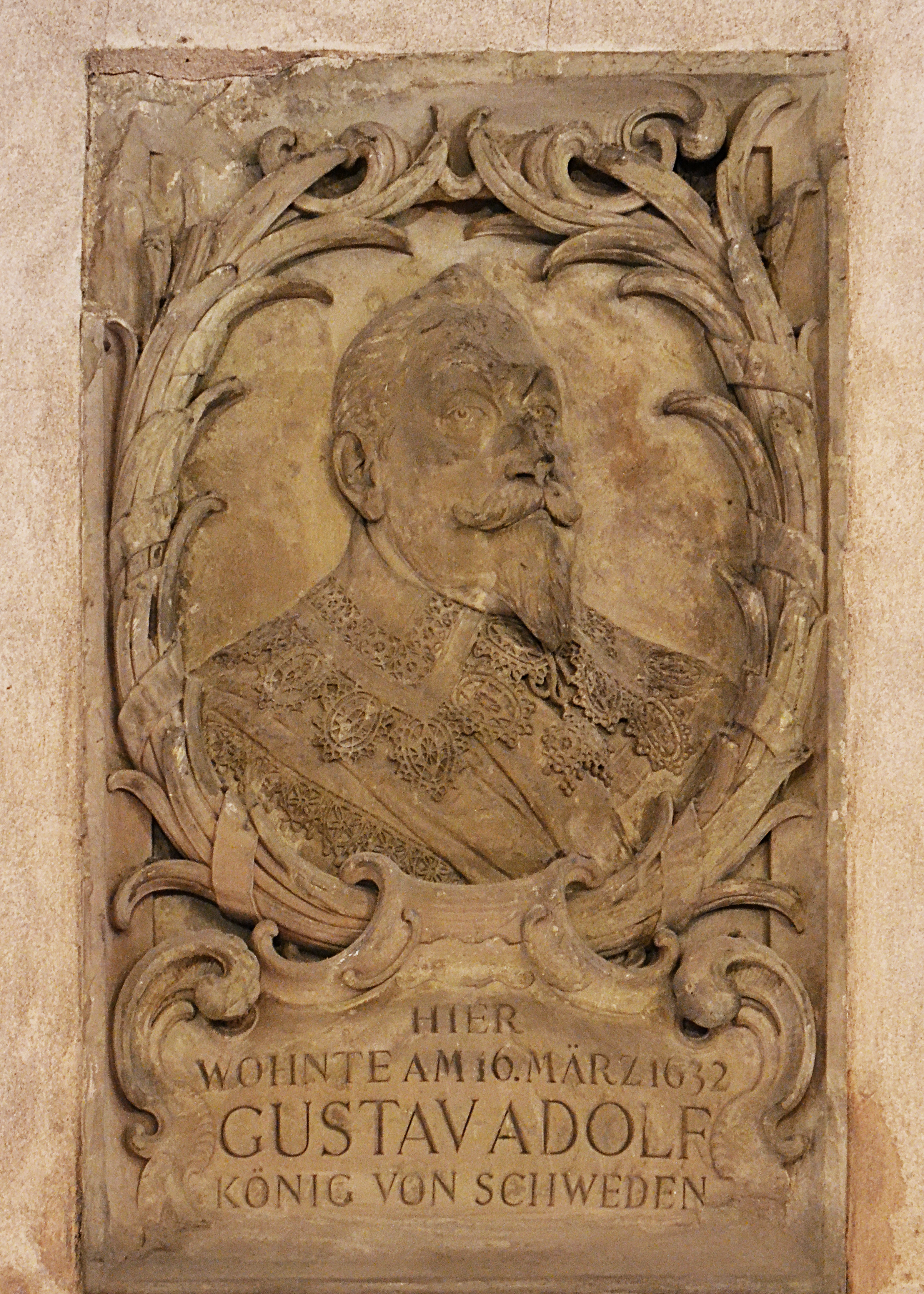
Gedenktafel auf Gustav II Adolf, 1896
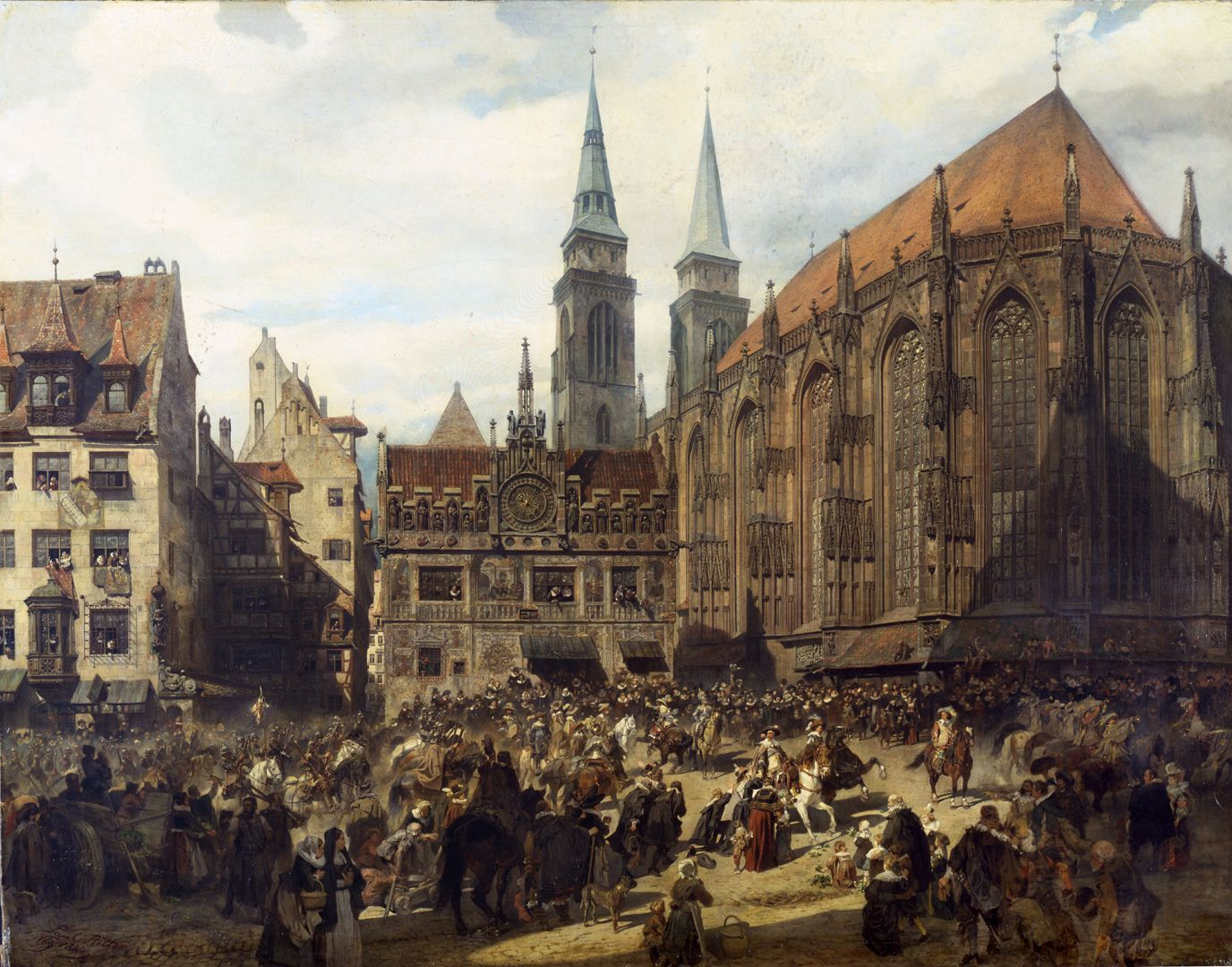
Einzug Gustav Adolfs 1632 in Nürnberg, Gemälde von 1884.